# Uniwersytet Egejski
Uniwersytet Egejski (gr.  Πανεπιστήμιο Αιγαίου) – grecki uniwersytet państwowy z główną siedzibą w Mitylenie na wyspie Lesbos. 
Uczelnia powstała w 1920 roku jako Uniwersytet Joński (gr. Ιωνικό Πανεπιστήμιο Σμύρνης). W 1984 roku została zreorganizowana i od tego momentu funkcjonuje pod obecną nazwą.

## Wydziały
Poszczególne wydziały uniwersytetu rozmieszczone są w "szkołach" (σχολές) na pięciu wyspach Morza Egejskiego: na Lesbos, Chios, Samos i Rodos:
- Szkoła Nauk Społecznych (Lesbos),
- Szkoła Środowiska (Lesbos),
- Szkoła Biznesu (Chios),
- Szkoła Nauk Ścisłych (Samos),
- Szkoła Nauk Humanistycznych (Rodos).